# Vĩnh Phúc
Vĩnh Phúc mit der Hauptstadt Vĩnh Yên zählt zu den kleineren Provinzen Vietnams. Sie erstreckt sich über 1371 km² und besitzt etwa eine Million Einwohner. Sie macht damit 0,42 % der Fläche und 1,2 % der Bevölkerung des Landes aus.

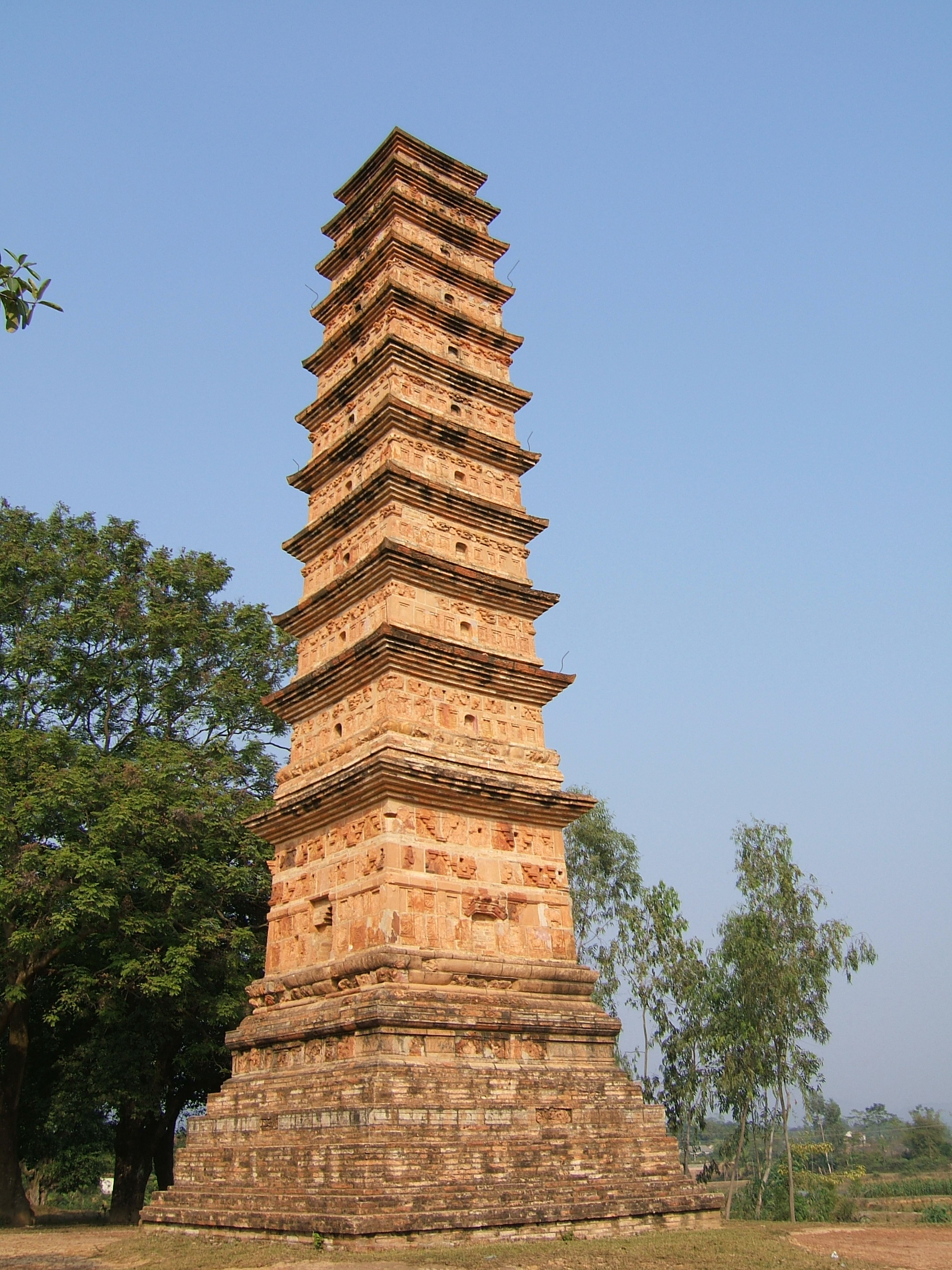
Turm Bình Sơn in Vĩnh Phúc

Vĩnh Phúc grenzt an die Provinzen Tuyên Quang und Thái Nguyên im Norden, Hanoi im Südwesten und Phú Thọ im Westen. In der Provinz leben verschiedene ethnische Gruppen, deren Hauptanteil die Việt/Kinh stellen. Weiter leben dort kleinere Gruppen der Sán Dìu, Sán Chay und Tày.

## Bezirke
| Verwaltungseinheiten der Provinz Vĩnh Phúc | Verwaltungseinheiten der Provinz Vĩnh Phúc | Verwaltungseinheiten der Provinz Vĩnh Phúc |
| --- | ------------------------------------------ | ------------------------------------------ |
| \| Name \| Einwohner 2009 \| Unterteilung \| \| --------------------------------------------------------- \| -------------- \| ----------------- \| \| Provinzunmittelbare Städte (thành phố trực thuộc tỉnh): 1 \| \| \| \| Vĩnh Yên \| 175.294 \| 7 phường, 2 xã \| \| Phúc Yên \| 155.575 \| 8 phường, 2 xã \| \| Landkreise (huyện): 7 \| \| \| \| Bình Xuyên \| 116.624 \| 3 thị trấn, 10 xã \| \| Lập Thạch \| 127.575 \| 2 thị trấn, 18 xã \| \| Sông Lô \| 95.646 \| 1 thị trấn, 16 xã \| \| Tam Đảo \| 80.322 \| 1 thị trấn, 8 xã \| \| Tam Dương \| 101.624 \| 1 thị trấn, 12 xã \| \| Vĩnh Tường \| 217.382 \| 3 thị trấn, 26 xã \| \| Yên Lạc \| 160.472 \| 1 thị trấn, 16 xã \| |                                            |                                            |
| Name | Einwohner 2009                             | Unterteilung                               |
| Provinzunmittelbare Städte (thành phố trực thuộc tỉnh): 1 |                                            |                                            |
| Vĩnh Yên | 175.294                                    | 7 phường, 2 xã                             |
| Phúc Yên | 155.575                                    | 8 phường, 2 xã                             |
| Landkreise (huyện): 7 |                                            |                                            |
| Bình Xuyên | 116.624                                    | 3 thị trấn, 10 xã                          |
| Lập Thạch | 127.575                                    | 2 thị trấn, 18 xã                          |
| Sông Lô | 95.646                                     | 1 thị trấn, 16 xã                          |
| Tam Đảo | 80.322                                     | 1 thị trấn, 8 xã                           |
| Tam Dương | 101.624                                    | 1 thị trấn, 12 xã                          |
| Vĩnh Tường | 217.382                                    | 3 thị trấn, 26 xã                          |
| Yên Lạc | 160.472                                    | 1 thị trấn, 16 xã                          |